# 2022 par pays en Amérique

## Continent américain
- 14 au 27 septembre : l'Ouragan Fiona fait au moins 27 morts dans les Caraïbes et au Canada.
- À partir du 23 septembre : l'Ouragan Ian touche terre à Cuba et en Floride, aux États-Unis, faisant au moins 16 morts et laissant des millions de personnes sans électricité.
- 7 au 10 octobre : L'ouragan Julia fait plus de 90 morts en Amérique du Sud et en Amérique centrale.
- À partir du 22 décembre : une tempête hivernale frappe une grande partie de l'Amérique du Nord, avec des températures glaciales et de fortes chutes de neige[1], faisant au moins quinze morts[2].

## Petites Antilles
- 19 janvier : élections législatives anticipées à la Barbade, les premières depuis la fin de la monarchie deux mois plus tôt.
- 23 juin : élections législatives à Grenade.
- 5 août : élections législatives à Saint-Christophe-et-Niévès.
- 6 décembre : élections législatives à la Dominique.

## Argentine
- 27 mai : L'Argentine confirme son premier cas de premier cas de variole du singe[3].
- 1er septembre : tentative d'assassinat de Cristina Kirchner.

## Chili
- 16 février : mort à 93 ans de Cristina Calderón, dernière locutrice courante de la langue yagan (la centaine d'autre Yagans encore en vie ne parlant pas couramment ce langage)[4].
- 4 septembre : référendum constitutionnel, le projet est rejeté.

## Costa Rica
- 6 février : élection présidentielle et élections législatives au Costa Rica, José María Figueres Olsen et Rodrigo Chaves Robles se qualifient pour le second tour.
- 3 avril : élection présidentielle (2e tour).

## Cuba
- 6 mai : une explosion dans un hôtel de La Havane fait 43 morts[5].
- 5 août : explosion de l'installation de stockage de pétrole de Matanzas.
- 25 septembre : référendum sur le mariage homosexuel.
- 27 septembre : l'ouragan Ian fait deux morts et cause d'importants dégâts.

## Équateur
- 9 mai : Des violences dans une prison font au moins 43 morts dans un affrontements sanglants entre bandes rivales dans un établissement pénitentiaire de la province de Santo Domingo de los Tsachilas, au nord du pays[6].
- à partir du 13 juin : début des Manifestations de protestation contre le gouvernement équatorien.

## Groenland
- 14 juin : le différend territorial connu sous le nom de Guerre du whiskey entre le Canada et le Danemark concernant l'île Hans est résolu.

## Panama
- 20 avril : Les États-Unis signent un accord avec le Panama pour aider à stopper l'immigration clandestine[7].

## Pérou
- 28 mars : début d'une série de manifestations.
- 7 décembre : après une tentative d'auto-coup d'État, le président Pedro Castillo est destitué ; la vice-présidente Dina Boluarte lui succède.
- 11 décembre : Pedro Angulo devient président du Conseil des ministres.
- 21 décembre : Alberto Otárola est nommé président du Conseil des ministres, succédant à Pedro Angulo.

## Porto Rico
- 18 septembre : l'ouragan Fiona fait au moins quatre morts.

## Saint-Pierre-et-Miquelon
- 11 et 18 juin : élections législatives françaises.

## Uruguay
- 27 mars : échec du référendum abrogatif en Uruguay.

## Venezuela
- 29 août : la Colombie et le Venezuela rétablissent leurs relations diplomatiques après trois ans d'interruption[8].
- 8 octobre : un glissement de terrain fait une centaine de morts dans la ville de Las Tejerías[9].